# GNG3
GNG3‏ (G protein subunit gamma 3) هوَ بروتين يُشَفر بواسطة جين GNG3 في الإنسان.